# Granges (Sierre)
Granges (toponimo francese; in tedesco Gradetsch) è una frazione del comune svizzero di Sierre, nel Canton Vallese (distretto di Sierre).

## Storia
Già comune autonomo, nel 1972 è stato accorpato al comune di Sierre.

## Monumenti e luoghi d'interesse
- Chiesa parrocchiale cattolica di San Giacomo, attestata dal 1620 e ricostruita nel 1891-1910[1].

## Società

### Evoluzione demografica
L'evoluzione demografica è riportata nella seguente tabella:
Abitanti censiti

## Infrastrutture e trasporti
Granges è servita dalla stazione di Granges-Lens, sulla ferrovia Losanna-Briga.

## Amministrazione
Ogni famiglia originaria del luogo fa parte del cosiddetto comune patriziale e ha la responsabilità della manutenzione di ogni bene ricadente all'interno dei confini della frazione.